# たった一度の雪 〜SAPPORO・1972年〜
『たった一度の雪〜SAPPORO・1972年〜』（たったいちどのゆき サッポロ・せんきゅうひゃくななじゅうにねん）は、北海道放送（HBC）制作で2007年2月25日にTBS系列で放送されたテレビドラマである。

## あらすじ
札幌オリンピックを控えた年に出会った日本人選手と台湾人選手の物語。日本人選手「下村千穂」は、メダルを期待されたスキー選手であり、台湾人選手「孫台生」は、国の命令で強制的に参加させられてしまった選手である。千穂は、おちゃらけた態度をとってばかりの台生に嫌悪感を抱いていた。そんなある日、千穂は別居中の母との食事の席で、「あなたの頑張りが辛い」と衝撃的な告白をされたことがきっかけで、スキーを辞める決心をする。練習中にスキー板を脱ぎ捨て、どこかへ行ってしまった彼女を心配し、探しにきたのは台生であった。思い悩む千穂を、台生は必死に笑わせようとする。そんな彼の姿に心を許した千穂は、自分がスキーを辞めたことを告げる。しかし台生は、自分も国のために頑張るから、スキーを辞めないで欲しいと千穂に告げる。そして…

## キャスト
- 下村千穂（札幌オリンピック当時）：神田沙也加
- 孫台生・孫維中：チェン・ボーリン
- 下村千穂（現在）：戸田恵子
- 下村幸江：石野真子
- 滝田茂治：小林稔侍

## スタッフ
- 脚本：鎌田敏夫
- 企画・演出：河野啓（HBC）
- 製作：五十嵐浩二（HBC）
- プロデューサー：国貞泰生（HBC）・河野啓（HBC）
- 音楽：吉田ゐさお
- 主題歌：中島みゆき「サッポロSNOWY」（『歌でしか言えない』収録曲）
- 製作著作：HBC

## その他
放送日の2日前に、主演の神田がHBCラジオの朝の番組『朝刊さくらい』と昼の番組『カーナビラジオ午後一番!』に出演した。
2021年12月18日、主演の神田が舞台『マイ・フェア・レディ』出演の為に滞在していたドラマの舞台となった札幌市内のホテルモントレ札幌の14階屋外にあるスペースに倒れているところを発見され、意識不明の状態で市内の病院に搬送されたが、同日21時40分に死亡が確認された。